# Tros d'Ací
El Tros d'Ací és una partida rural situada en el terme municipal de Conca de Dalt, al Pallars Jussà, a l'antic terme d'Aramunt, en l'àmbit del poble d'Aramunt.
Està situada al nord-oest de la vila d'Aramunt, al nord-est de la masia de la Casanova, a l'esquerra del barranc de Sant Pou. És a ponent de la Carretera d'Aramunt, al nord-oest de les Malpodades i al nord-est de Santa Maria d'Horta.
Consta de poc més de 9 hectàrees (9,1784) de conreus de regadiu la major part, i de secà en un terç, aproximadament, de la seva extensió, amb una presència petita d'ametllers i de terra improductiva.